# Evangelische Kirche (Herbede)

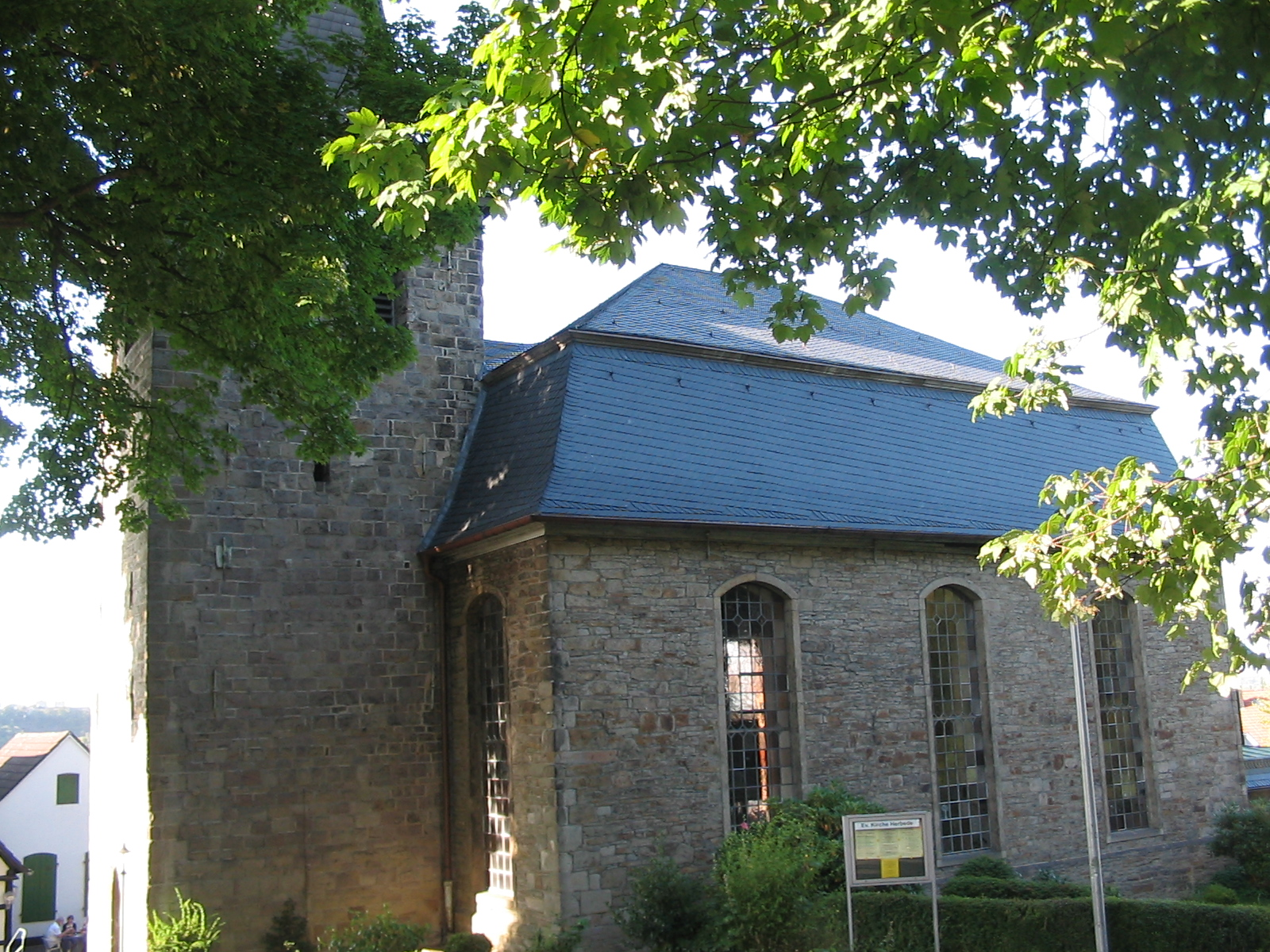
Evangelische Kirche Herbede

Die Evangelische Kirche ist ein denkmalgeschütztes Kirchengebäude in Herbede, einem Ortsteil von Witten in Nordrhein-Westfalen.
Die dreijochige Saalkirche wurde 1814 aus hammerrechtem Bruchstein errichtet. Das Kirchenschiff ist mit einem Mansardwalmdach gedeckt. Der romanische Westturm mit einer Biforie an der Nordseite stammt vermutlich aus dem 13. Jahrhundert, er ist mit einem gotischen Spitzhelm bekrönt. Der Innenraum wurde von 1965 bis 1966 vollständig renoviert, er ist mit einem Holztonnengewölbe ausgestattet. Bei dieser Renovierung wurde der Sakramentsanbau hinter dem ehemaligen Kanzelaltar zum Altarraum umgebaut.
Bemerkenswert sind Grabsteine aus dem 17. Jahrhundert, die östlich der Kirche stehen.